# 忠孝酒造
忠孝酒造株式会社（ちゅうこうしゅぞう, 英語: Chuko-Shuzo Company Limited）は、沖縄県豊見城市に本社を置く酒造(泡盛)メーカー。
代表銘柄は「夢航海」「忠孝」。豊見城市・糸満市を中心に沖縄本島南部に愛飲家が多い。酒甕作成用の窯を保有し、自社で甕造りを行っている。素焼きにこだわった泡盛熟成用酒甕「忠孝南蛮荒焼甕」が知られる。泡盛品評会・県知事賞の受賞常連蔵元である。
平成18年10月、日本醸造協会技術賞受賞。泡盛業界で唯一、酒造りで博士号を取得した造り手を有する酒造所である。

## 沿革
- 昭和24年 創業
- 昭和61年 泡盛「夢航海」モンドセレクション「金賞」受賞
- 昭和63年 泡盛「忠孝」モンドセレクション「PalmLeaves最高賞」受賞
- 平成18年 製造部　熱田和史「古式泡盛シー汁浸漬法の復活」により博士号を取得
- 平成18年 日本醸造協会技術賞受賞

本社
- 沖縄県豊見城市字名嘉地132番地
- 〒901-0235

東京営業所
- 東京都港区港南3-6-4
- 〒108-0075